# Europa (serie filatélica)

Sello alemán de la serie Europa

Europa es el nombre de la serie filatélica emitida anualmente por la organización PostEurop desde su fundación en 1993. Estos sellos han alcanzado gran popularidad y se encuentran entre los más coleccionados en todo el mundo.
En esta serie participan todos los países miembros de PostEurop; cada miembro presenta un sello con un diseño propio y, desde 2002, se organiza una concurso abierto (cualquier persona puede emitir su voto en la pág. oficial de PostEurop) para elegir el mejor sello. A partir de la edición de 2011 se otorga paralelamente un premio al mejor sello seleccionado por un jurado de expertos filatélicos.

## Cronología
Desde su fundación, PostEuropa ha fijado anualmente un tema específico y cada país emite un sello relacionado con tal tema. A continuación se incluye una lista de los temas anuales y del sello ganador (desde 2002).
| Nr.       | Año  | Tema                                 | Sello ganador (público)      | Sello ganador (jurado) |
| --------- | ---- | ------------------------------------ | ---------------------------- | ---------------------- |
| PostEurop |      |                                      |                              |                        |
| 1         | 1993 | «Arte contemporáneo»                 | —                            | —                      |
| 2         | 1994 | «Descubrimientos e inventos»         | —                            | —                      |
| 3         | 1995 | «Paz y libertad»                     | —                            | —                      |
| 4         | 1996 | «Mujeres célebres»                   | —                            | —                      |
| 5         | 1997 | «Cuentos y leyendas»                 | —                            | —                      |
| 6         | 1998 | «Fiestas populares»                  | —                            | —                      |
| 7         | 1999 | «Reservas y parques naturales»       | —                            | —                      |
| 8         | 2000 | «Día de Europa»                      | —                            | —                      |
| 9         | 2001 | «El agua, riqueza natural»           | —                            | —                      |
| 10        | 2002 | «El circo»                           | Malta (Malta Post)           | —                      |
| 11        | 2003 | «El cartel»                          | Mónaco (La Poste Monaco)     | —                      |
| 12        | 2004 | «Vacaciones»                         | Groenlandia (Post Greenland) | —                      |
| 13        | 2005 | «Gastronomía»                        | Islandia (Íslandspóstur)     | —                      |
| 14        | 2006 | «Integración vista por los jóvenes»  | Ucrania · (Ukrposhta)        | —                      |
| 15        | 2007 | «Centenario del Movimiento Scout»    | Armenia (HayPost)            | —                      |
| 16        | 2008 | «La carta»                           | Hungría · (Magyar Posta)     | —                      |
| 17        | 2009 | «Año Internacional de la Astronomía» | Hungría · (Magyar Posta)     | —                      |
| 18        | 2010 | «Libros infantiles»                  | Hungría · (Magyar Posta)     | —                      |
| 19        | 2011 | «Bosques»                            | Turquía (PTT)                | Chipre (Cyprus Post)   |
| 20        | 2012 | «Visite...»                          | Hungría · (Magyar Posta)     | Rusia · (Pochta Rossi) |
| 21        | 2013 | «Vehículos postales»                 | Turquía (PTT)                | Finlandia · (Itella)   |
| 22        | 2014 | «Instrumentos musicales nacionales»  | Serbia (Pošta Srbije)        | Bélgica · (Bpost)      |

## Emisiones de España
España ha emitido anualmente sellos para esta serie filatélica. Para una descripción detallada por año de las emisiones españolas ver: Europa (serie filatélica española).